# Vito Cesare Boccardi
Vito Cesare Boccardi (Molfetta, 26 marzo 1835 – Molfetta, 14 agosto 1878) è stato un imprenditore italiano.
Fu promotore dello sviluppo industriale della Puglia di fine ottocento.

## Biografia
Vito Cesare Boccardi nacque a Molfetta in una famiglia di modeste condizioni economiche. Come spesso accadeva all'epoca, compì i primi studi presso il locale seminario.
Nel 1858 fu ordinato sacerdote e nello stesso anno si trasferì a Napoli per studiare diritto.
Nel 1860 fu insegnante di filosofia in un liceo di Bari e nel 1862 divenne direttore della scuola Tecnico-Classica Municipale di Altamura fino alle sue dimissioni del 1869. In quell'anno passò a dirigere il liceo di Pisa abbandonano la docenza un anno dopo per motivi di salute. Lasciò la tonaca tra il 1872 ed il 1873. Fu eletto Consigliere comunale nelle elezioni del 1871 e del 1876 e Consigliere provinciale nel 1877. Sostenne l'assistenza pubblica a favore del proletariato industriale che andava crescendo in quegli anni. Viaggiò in Inghilterra ed in Germania dove apprese il modo di utilizzare l'olio al solfuro per la fabbricazione del sapone. La Puglia era e tuttora è grande produttrice di olive e olio. Tra i residui della lavorazione delle olive per la produzione di olio vi è la sansa che è una delle materie dalle quali partire per la produzione di olio al solfuro. Vito Cesare Boccardi intuì che era il momento propizio per avviare l'attività di sfruttamento di questa risorsa a scopi industriali fino a fondare uno stabilimento per la produzione del sapone. Reinvestì nell'azienda quasi tutti i proventi che questa rendeva conducendo un tenore di vita modesto. Con le sue attività contribuì allo sviluppo industriale della zona che proseguì fino agli inizi del '900. Tale fu lo sviluppo industriale della città che Re Umberto I passando di lì rimase tanto impressionato dal numero di ciminiere da esclamare "Ma questa è la Manchester delle Puglie!" e Gaetano Salvemini la indicava come "un cantuccio di Lombardia".